# Пйотровиці-Малі (Вармінсько-Мазурське воєводство)
Пйотровиці-Малі (пол. Piotrowice Małe, нім. Klein Peterwitz) — село в Польщі, у гміні Біскупець Новомейського повіту Вармінсько-Мазурського воєводства.
У 1975-1998 роках село належало до Торунського воєводства.